# Pedro Soto (futbolista)
Pedro Soto Moreno (22 de octubre de 1952) es un exfutbolista mexicano. Jugaba de portero.

## Selección nacional
Jugó en la selección de México que participó en la Copa Mundial de Fútbol de 1978. Sustituyó a Pilar Reyes, luego de que este se lastimara la rodilla, jugando los partidos contra Alemania Federal y Polonia, recibiendo 6 goles.

### Participaciones en Copas del Mundo
| Mundial                        | Sede      | Resultado    |
| ------------------------------ | --------- | ------------ |
| Copa Mundial de Fútbol de 1978 | Argentina | Primera fase |

## Clubes
| Club               | País   | Año       |
| ------------------ | ------ | --------- |
| América            | México | 1974-1975 |
| Laguna             | México | 1975-1976 |
| América            | México | 1977-1981 |
| Atletas Campesinos | México | 1981-1982 |
| Puebla             | México | 1982-1984 |

## Palmarés

### Títulos nacionales
| Título           | Equipo | País   | Año     |
| ---------------- | ------ | ------ | ------- |
| Primera División | Puebla | México | 1982-83 |

### Títulos internacionales
| Título                           | Equipo  | País    | Año  |
| -------------------------------- | ------- | ------- | ---- |
| Copa de Campeones de la Concacaf | América | Surinam | 1977 |
| Copa Interamericana              | América | México  | 1978 |